# Бурхард II (Швабия)
Бурхард II (на немски: Burchard; * 883 или 884; † 28 април 926, Новара) от алеманската фамилия Бурхардинги, е маркграф на Реция, херцог на Швабия от 917 до 926 г.

## Биография
Той е син на Бурхард I († 911) и на Луитгарда Саксонска‎ († 885), дъщеря на Лиудолф (херцог на Саксония), от династията Лиудолфинги (Отони), вдовица на крал Лудвиг III Младши († 882).
През ок. 904 г. Бурхард II се жени за Регелинда от Цюрихгау († 958), която се омъжва по-късно за херцог Херман I (Конрадини). Със съпругата си той основава манастира St. Margarethen във Валдкирх.
През 911 г. баща му се опитва да засили влиянието си и е екзекутиран на 23 ноември 911 г. Бурхард II и съпругата му Регелинда отиват в изгнание в Италия, вероятно при роднини. През 913/914 г. Бурхард се връща обратно и поема управлението и собствеността на баща му. Същата година той се бие заедно с баварския херцог Арнулф I против унгарците в битката на Ин. Той побеждава през 915 г. крал Конрад I.
През 922 г. Бурхард II се съгласява да омъжи дъщеря си Берта за Рудолф II крал на Горна Бургундия. На 28 април 926 г. пред Новара той е нападнат и убит от войска с командир Ламберт от Милано.

## Деца
- Гизела (* 905 † 26 октомври 923/25), игуменка на Валдкирх
- Хиха (* 905 † 950, → син Конрад Червения)
- Бурхард III (* 915 † 11 ноември 973)
- Берта (* 907 † сл. 2 януари 966) ∞ Рудолф II крал на Бургундия
- Адалрих († 973), монах в Айнзиделн (Швейцария)